# Батончик

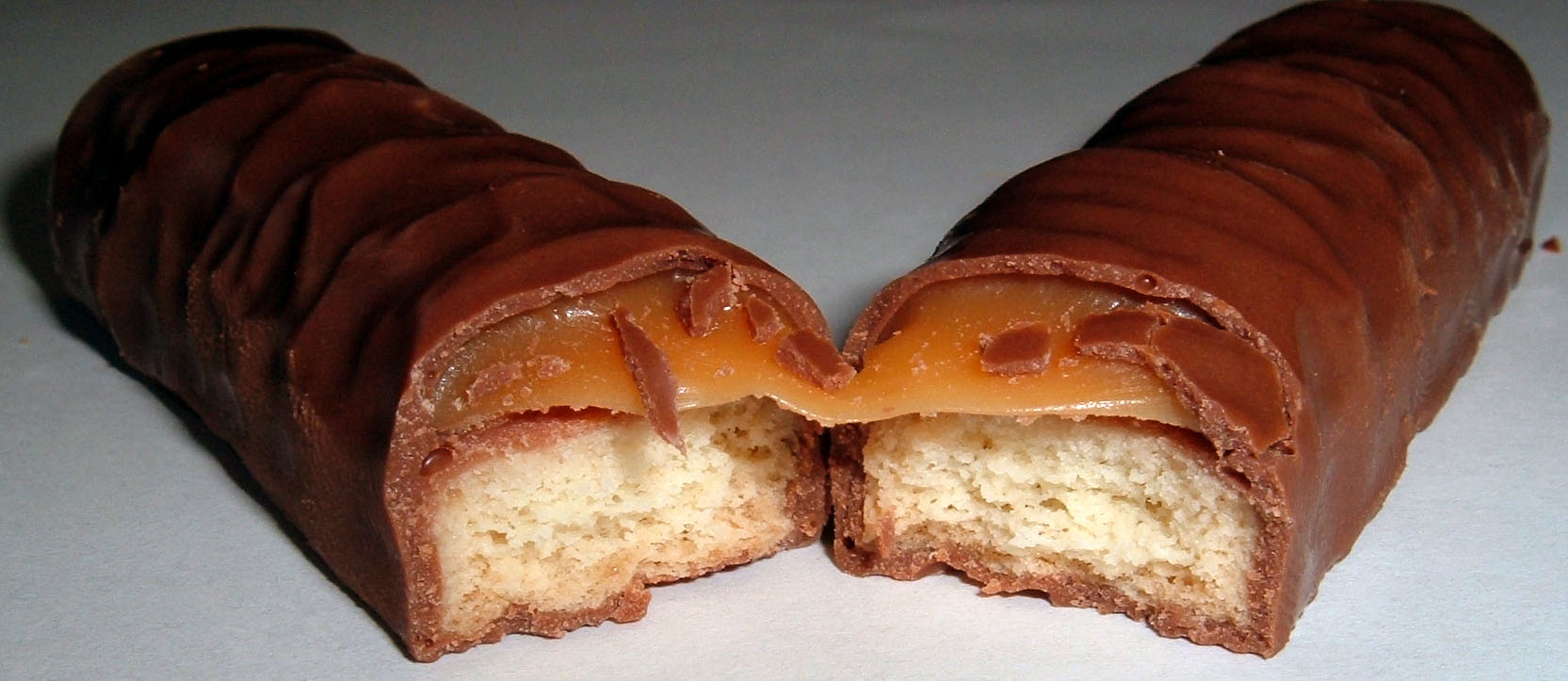
Бісквіт і карамельна нуга батончика «Twix»

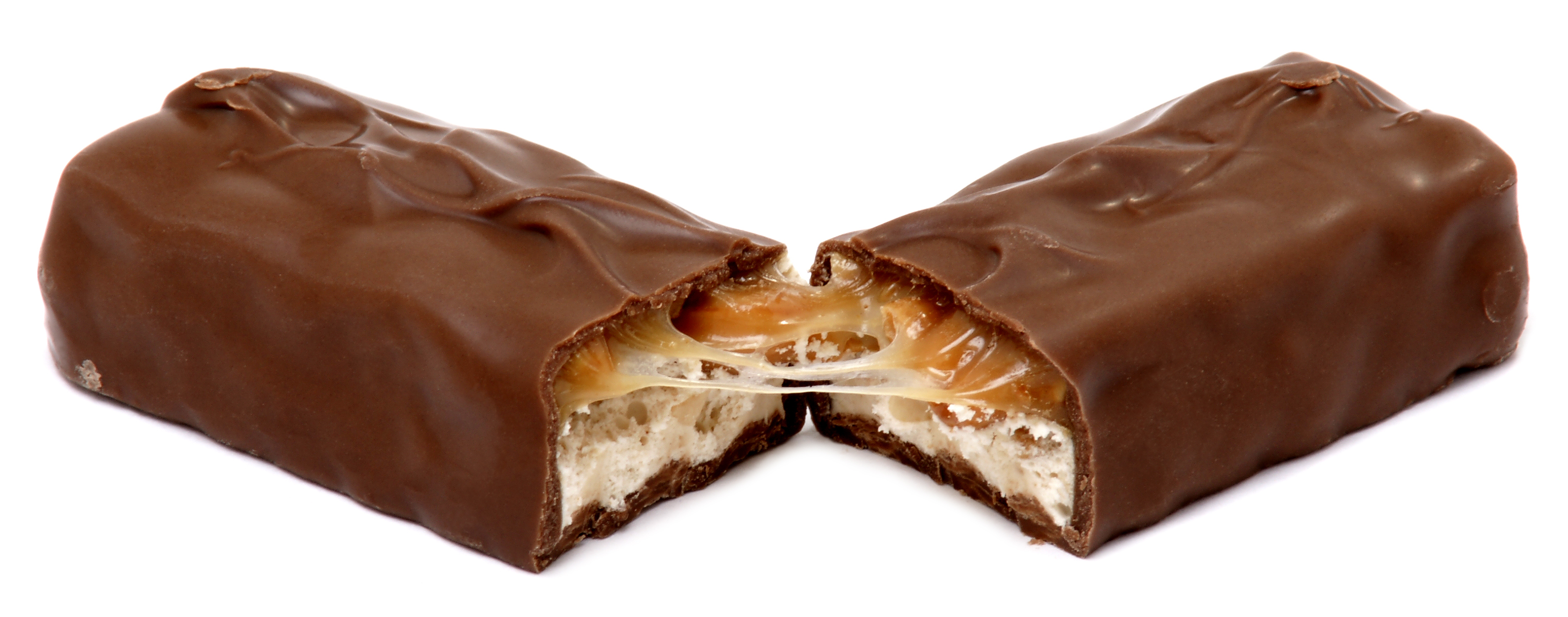
Батончик «Snickers»

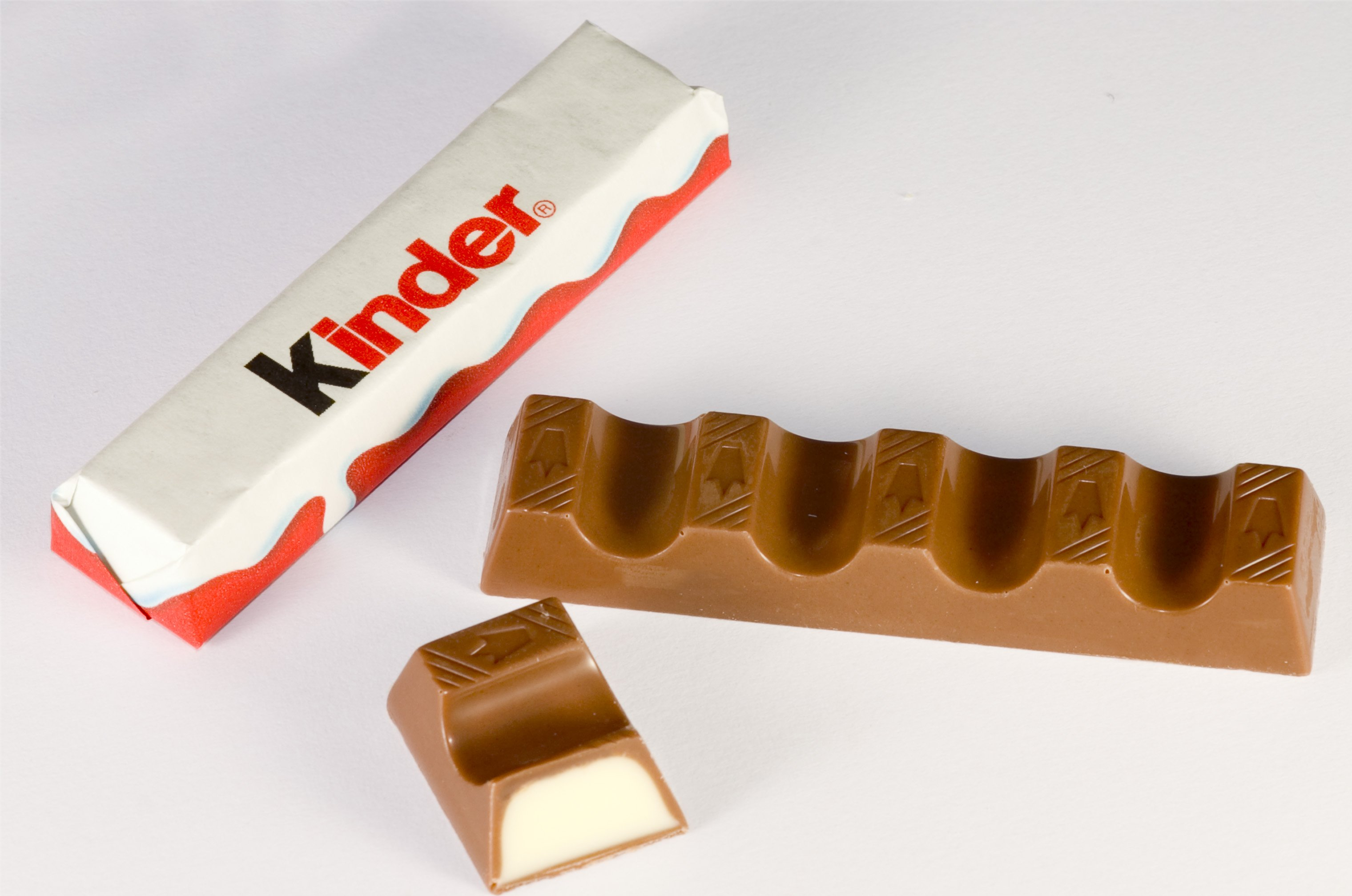
Батончик «Kinder-Schokolade»

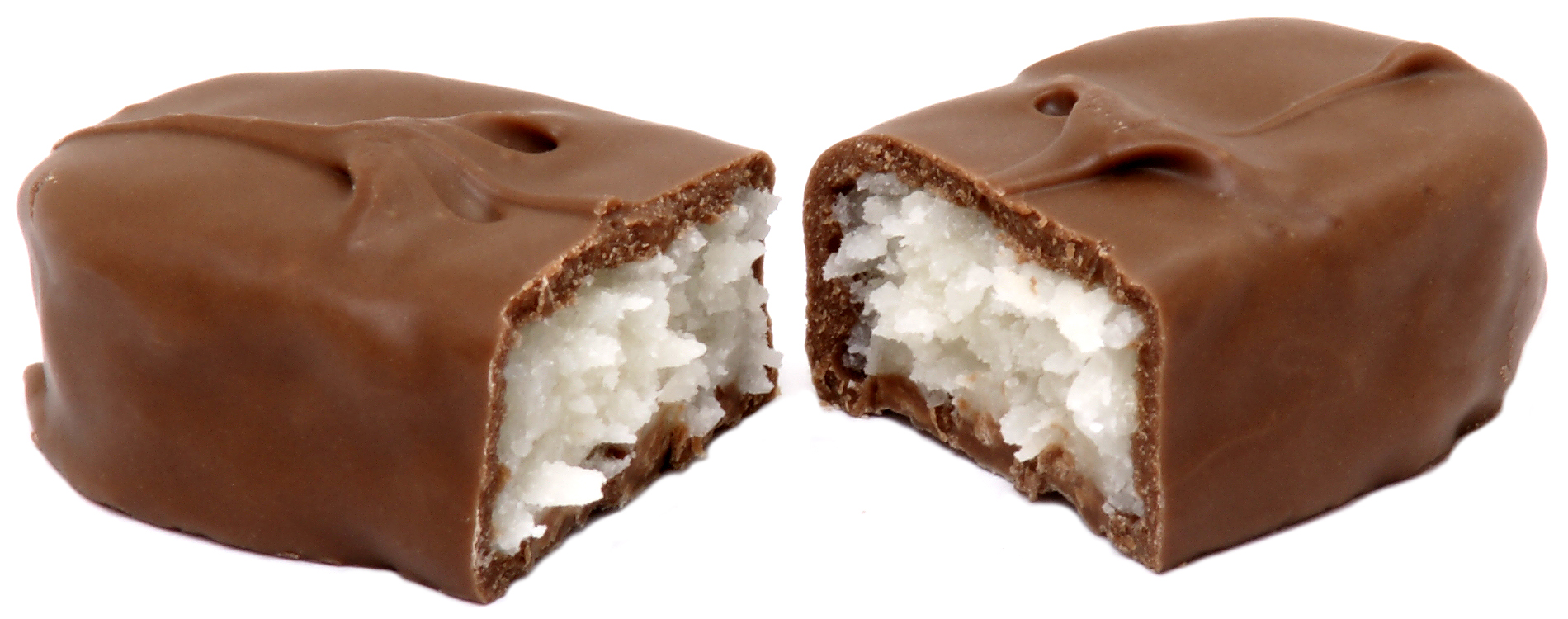
Батончик «Mars Bounty»

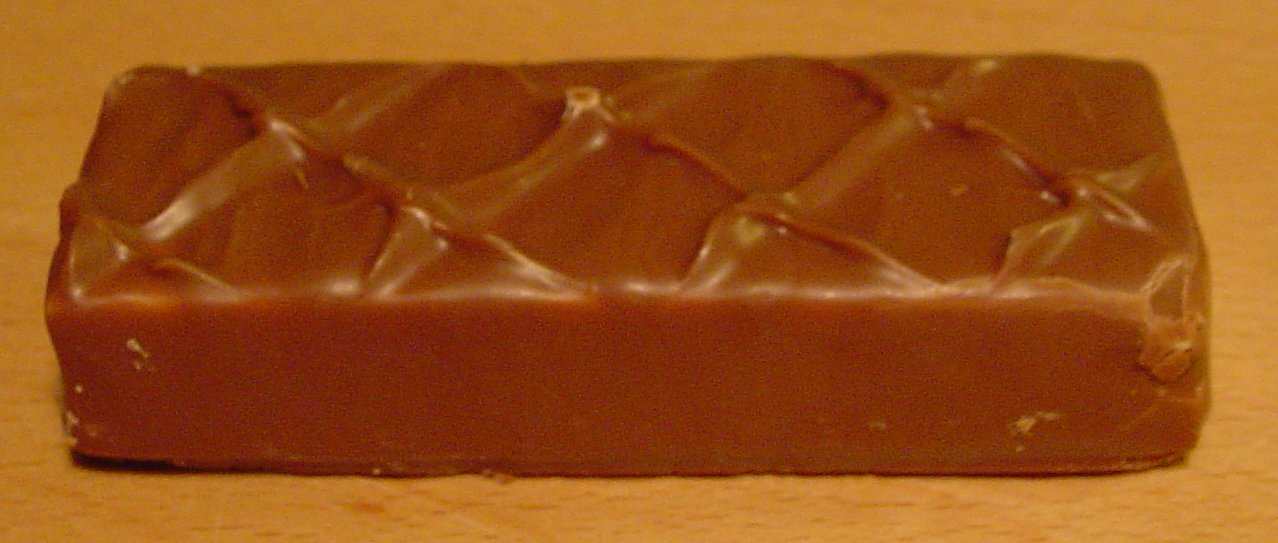
Батончик «European Milky Way»

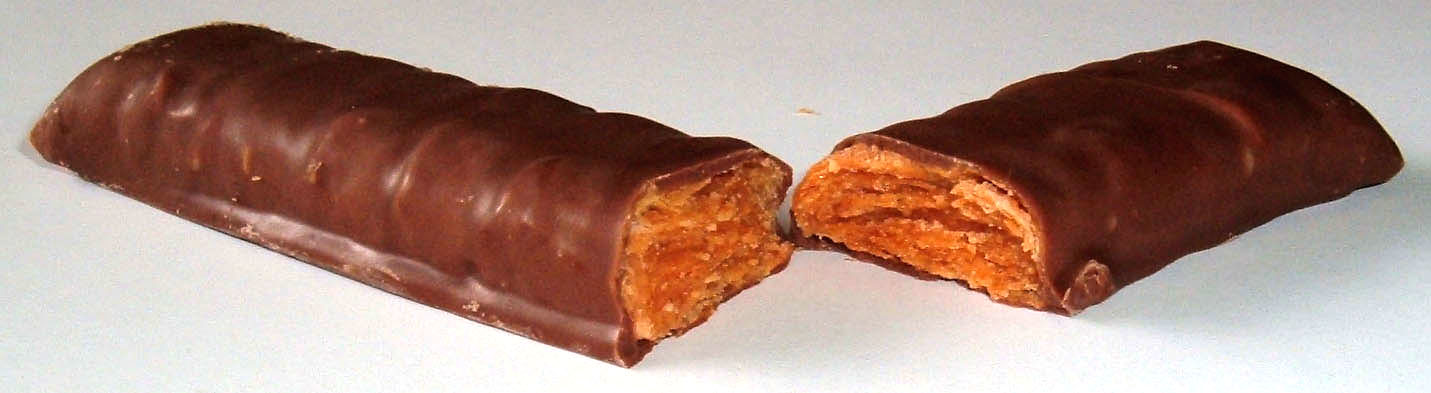
Butterfinger

Батончик — вид солодощів (цукерка) у вигляді батона, що містить какао, цукор, молоко, карамельну нугу, горіхи чи фрукти (шоколадний або карамельний батончик). Також може містити емульгатори, наприклад соєвий лецитин і ароматичні добавки, наприклад ваніль.
Поліетиленова упаковка, невеликі розміри і поширеність в невеликих магазинах дають можливість використовувати батончики для перекусу за відсутності альтернативної нормальної їжі. Спортсмени також використовують батончики під час змагань, але їх склад сильно відрізняється від зазначеного, вони містять значно більше вітамінів і іноді білків.
Також батончиками називають соєві цукерки.

## Провідні виробники
- Cadbury plc
- Ferrero SpA
- Hershey Foods Corporation
- Mondelēz International (екс-Kraft Foods)
- Mars, Incorporated
- Nestlé
- Рошен
- Житомирські ласощі

## Відомі бренди
- Bounty
- Kinder Chocolate
- KitKat
- Lion
- Mars
- Milky Way
- Nuts
- Snickers
- Toblerone
- Twix
- Шоколадний батон
- Sumatra
- GoodDay
- Wispa